# Azerbajdzjans centralbank
Azerbajdzjans centralbank (Azerbajdzjanska: Azərbaycan Respublikasının Mərkəzi Bankı, engelska: National Bank of Azerbaijan) är centralbanken i Azerbajdzjan, vilken ligger i Baku. Fram till 2009 hette den Azərbaycan Respublikası Milli Bankı (Azerbaijani National Bank). 

## Centralbankens sociala verksamhet
Azerbajdzjans centralbank är involverad i ett antal sociala projekt, varav det största är finansieringen av grundskolan Bilasuvar Lyceum.